# Писарев, Евгений Александрович
Евге́ний Алекса́ндрович Пи́сарев (род. 3 мая 1972, Москва) — российский театральный актёр и режиссёр, театральный педагог. Заслуженный артист Российской Федерации (2006).

## Биография
Окончил Школу-студию МХАТ в 1993 году (курс Ю. Ерёмина) и был принят в труппу Театра имени А. С. Пушкина. С 1996 года работает как режиссёр.
На протяжении нескольких лет сотрудничает с английским режиссёром Декланом Доннелланом в качестве режиссёра-ассистента. С 1999 года преподаёт актерское мастерство в Школе-студии МХАТ, являясь профессором кафедры актёрского мастерства.  С 2013 года набирает актёрские курсы в Школе-студии МХАТ.
В 2007 году стал помощником художественного руководителя МХТ им. А. П. Чехова Олега Табакова.
В 2009 году дебютировал на телевидении в шоу «Чета Пиночетов» на канале НТВ.
4 июня 2010 года назначен художественным руководителем Московского драматического театра имени Пушкина.

## Признание и награды
- 2002 — лауреат премии «Чайка
» в номинации «Некоторые любят погорячее» за роль в спектакле «Откровенные полароидные снимки» совместно с Анатолием Белым
- 2006 — Заслуженный артист Российской Федерации (28 декабря 2006 года) — за заслуги в области искусства[3]
- 2012 — лауреат премии «Гвоздь сезона» за спектакль «Великая магия»
- 2016 — лауреат премии «Хрустальная Турандот» в номинации «Лучшая режиссура» за спектакль «Дом, который построил Свифт»[4]
- 2018  — Премия «Звезда Театрала» в номинации «Лучший режиссер» за спектакль «Влюбленный Шекспир»
- лауреат премии «Хрустальная Турандот» в номинации «Лучшая режиссура» за спектакль «Влюбленный Шекспир»
- 2021 — Премия города Москвы в области литературы и искусства — За создание спектаклей «Влюбленный Шекспир», «Ложные признания» и плодотворную творческую деятельность[5]
- 2022 — Премия «Звезда театрала» в номинации «Лучший музыкальный спектакль» за спектакль «Кабаре»
- 2023 — российская театральная премия «Золотая маска» в номинации «Лучшая работа режиссёра в оперетте/мюзикле» за спектакль «Кабаре» (Театр наций)[6]
- 2023 — Премия «Звезда театрала» в номинации «Лучший спектакль. Большая форма» за спектакль «Зойкина квартира» (Театр имени Пушкина)[7]
- 2025 — Премия «Хрустальная Турандот» в номинации «Лучший спектакль» за спектакль «Тартюф» (Театр наций)[8]

## Творчество

### Фильмография
- «Каменская (3 сезон) («Когда боги смеются»), 2003 г. (Павел Плетнев, модельер)
- «Доктор Лиза», 2020 г. (Сергей Петрович, напарник Глинки)

### Роли в театре

#### Театр имени Пушкина
- «Один из последних вечеров карнавала» (Агустин)
- «История одной лестницы» (Фернандо)
- «Комната смеха» (Подходцев)
- «Великий Гэтсби» (Ник)
- «Красотки кабаре» (Простак)
- «Проделки Скапена» (Октав)
- «Никто не умирает по пятницам» (Джон)
- «Ревизор» (Хлестаков)
- «Женитьба Белугина» (Агишин)
- «В зрачке» (Николай)
- «Откровенные полароидные снимки» (Тим)
- «Великая Магия» (Калоджеро ди Спелта)

#### Театр имени Моссовета
- «Серебряный век» (Михаил).

#### Московский театр-студия п/р Олега Табакова
- «Старый квартал» (Писатель).

### Режиссёрские работы

#### Театр имени Пушкина
- 1996 — «Остров сокровищ» Р. Стивенсона
- 1998 — «Любовь и всякое такое» Дж. Д. Селинджера
- 2002 — «Ревизор» Н. Гоголя
- 2004 — «Кот в сапогах» Ш. Перро
- 2005 — «Одолжите тенора» К. Людвига
- 2007 — «Пули над Бродвеем»
- 2010 — «Босиком по парку» Н.Саймона
- 2011 — «Много шума из ничего» У. Шекспира
- 2012 — «Великая магия»
- 2012 — «Таланты и покойники» М. Твен
- 2014 — «Женитьба Фигаро» П. Бомарше
- 2014 — «Камерный театр.100 лет. Спектакль-посвящение»
- 2016 — «Дом, который построил Свифт» Г. Горин
- 2017 — «Апельсины&лимоны»
- 2018 — «Влюбленный Шекспир»
- 2020 — «Ложные признания» П. Мариво
- 2022 — «Мадам Рубинштейн» Джона Мисто
- 2022 — «Багровый остров» М.А. Булгакова
- 2023 — «Зойкина квартира» М.А. Булгакова
- 2024 — «Плохие хорошие» по комедии «Веер леди Уиндермир» Оскара Уайльда

#### МХТ им. А. П. Чехова
- 2006 — «Примадонны» К. Людвига
- 2008 — «Конёк-Горбунок» братьев Пресняковых
- 2009 — «Пиквикский клуб» Ч. Диккенса
- 2010 — «Призраки» Э.де Филиппо

#### Театр Станиславского и Немировича-Данченко
- 2013 — опера «Итальянка в Алжире»

#### Большой театр
- 2015 — опера «Свадьба Фигаро»
- 2018 — опера «Севильский цирюльник»
- 2021 — опера «Мазепа»

#### Московский театр Олега Табакова
- 2017 — «Кинастон»

#### Московский дворец молодёжи
- 2011 — мюзикл «Звуки музыки»
- 2020 — мюзикл «Шахматы»

#### Театр наций
- 2022 — мюзикл «Кабаре»

### Работа в музыкальных театрах
Помимо драматического, работает и в музыкальном театре. В Московском дворце молодежи поставил «Звуки музыки», мюзикл Ричарда Роджерса и Оскара Хаммерстайна (2011), а в Музыкальном театре им. К. С. Станиславского и Вл. И. Немировича-Данченко — оперу Д. Россини «Итальянка в Алжире» (2013, номинация на премию «Золотая Маска» за лучшую работу режиссёра в музыкальном театре). Поставил на Новой сцене Большого театра оперу В. А. Моцарта «Свадьба Фигаро» (2015, номинация на премию «Золотая маска» за лучшую работу режиссёра в музыкальном театре).
В 2020 году на сцене театра МДМ Евгений Писарев осуществил постановку мюзикла «Шахматы», ставшую настоящей театральной сенсацией Москвы (2021, 11 номинаций на премию «Золотая Маска»). А в 2021 году на исторической сцене Большого театра с успехом прошла его премьера оперы П.И. Чайковского «Мазепа». В мае 2022 года на сцене Театра Наций состоялась громкая премьера легендарного мюзикла «Кабаре» в постановке Евгения Писарева.